# Jerzy Bohdan Rychliński

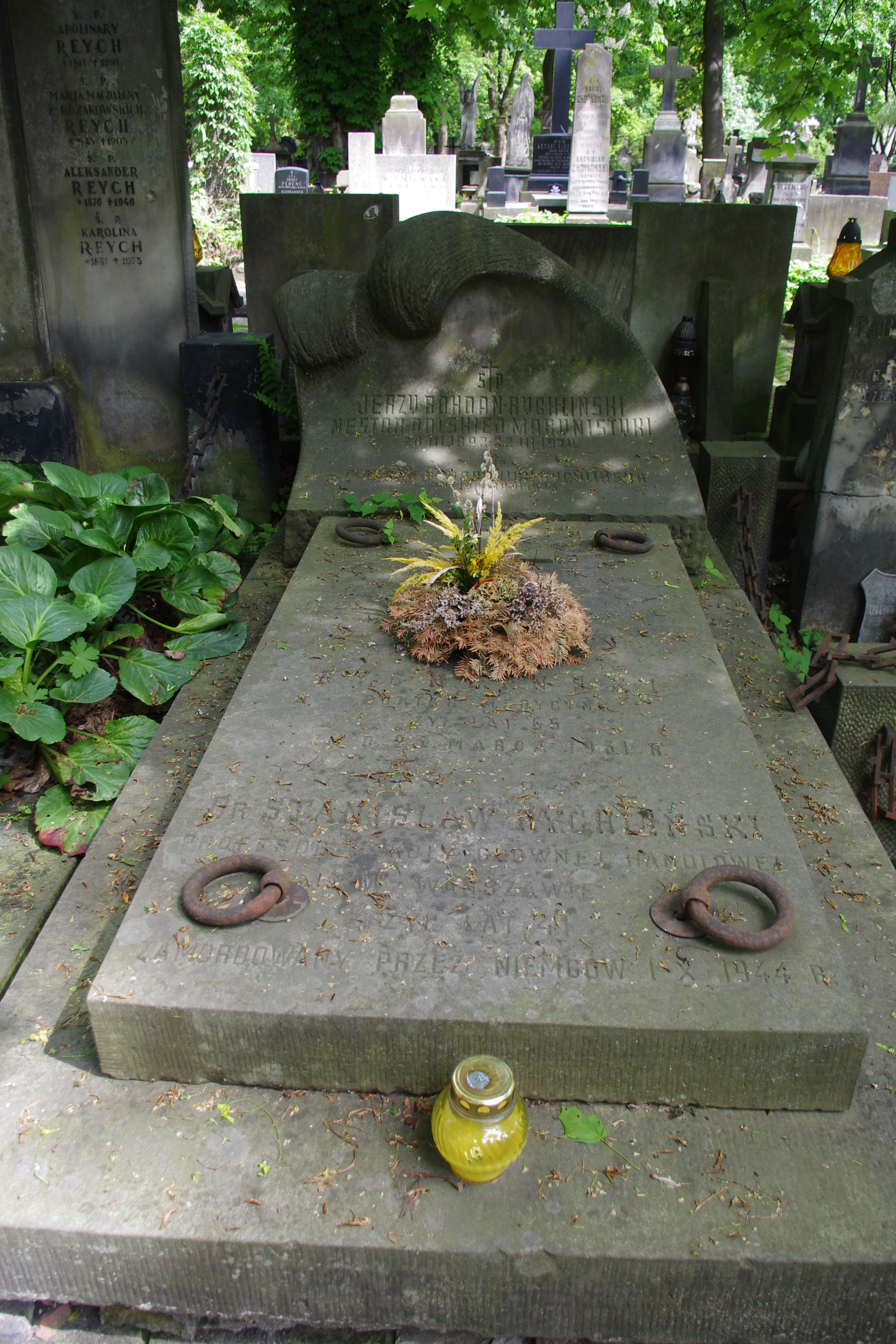
Grób Rychlińskiego na Starych Powązkach w Warszawie

Jerzy Bohdan Rychliński (ur. 20 marca 1892 w Warszawie, zm. 22 marca 1974 w Warszawie) – polski prozaik marynista, tłumacz literatury anglosaskiej i rosyjskiej, prawnik. Prekursor polskiej marynistyki w kraju, jeden z pierwszych polskich twórców tego nurtu, jacy pojawili się w Polsce w dwudziestoleciu międzywojennym.

## Życiorys
W 1916 ukończył studia na Wydziale Prawnym Uniwersytetu Moskiewskiego, został następnie wcielony do Szkoły Chorążych Admiralicji w Oranienbaumie, a po jej ukończeniu, jako oficer marynarki rosyjskiej, skierowany na Bałtyk. W 1917, kontuzjowany w bitwie morskiej z Niemcami, dostał się do niewoli. Zwolniony został w 1918.
27 stycznia 1919 został przyjęty do Wojska Polskiego z byłej armii rosyjskiej z zatwierdzeniem posiadanego stopnia podporucznika. Z dniem 18 stycznia tego roku otrzymał przydział do Dowództwa Wojsk Lotniczych. Następnie został odkomenderowany do Oddziału IV Sztabu Generalnego, a 6 lutego 1919 przeniesiony do Sekcji Marynarki Wojennej Ministerstwa Spraw Wojskowych w Warszawie. 30 stycznia 1921 został zatwierdzony z dniem 1 kwietnia 1920 w stopniu porucznika w korpusie rzeczno-brzegowym. W styczniu 1922 został przeniesiony do rezerwy na podstawie wniosku reklamacyjnego. 8 stycznia 1924 został zweryfikowany w stopniu porucznika rezerwy marynarki ze starszeństwem z 1 czerwca 1919 i 3. lokatą w korpusie rzeczno-brzegowym.
W 1927 zdał egzamin sędziowski i od tego czasu pracował w Biurze Orzecznictwa Sądu Najwyższego w Warszawie. Współredagował w tym czasie „Zbiór orzeczeń Sądu Najwyższego”. W 1939 został mianowany sędzią apelacyjnym, a przed samym wybuchem wojny wyznaczony do pełnienia funkcji sędziego Sądu Najwyższego. Okres II wojny światowej spędził w Warszawie. Od 1945 był urzędnikiem w Ministerstwie Sprawiedliwości, potem sędzią Sądu Najwyższego, a do 1948 urzędnikiem w Ministerstwie Kultury i Sztuki.
Zwiedził wiele krajów, m.in. Niemcy, Szwajcarię, Austrię, Węgry, Włochy, Danię, Francję, odbył podróż do Ameryki Południowej, krótko przebywał w Nowym Jorku.
Pochowany na cmentarzu Powązkowskim (kwatera 175, rząd 2, numer grobowca 20).

## Opis twórczości
Zadebiutował w 1918 hymnem Orły do lotu. Podejmował tematykę z pogranicza magii, symboliki, sensacji (Czarna Feluka, także Mafia Wielkiego Fina). Jednak pisał przede wszystkim powieści historyczne o tematyce morskiej. Zajmował się dziejami floty polskiej w XVII wieku. Obok Krzysztofa Arciszewskiego interesował go Szkot w służbie Zygmunta III – James Murray zwany Morą, jeden z współtwórców polskiej floty, budowniczy floty wojennej (servitor–architectus navalis). Poświęcił mu cztery powieści: Galeon kapitana Mory, Fama kapitana Mory, Madonna ze złota i Latający Szkot. W powojennych powieściach Rychlińskiego pojawia się także postać Smętka (główny bohater Kulawego bosmana), ujęta – inaczej niż u Stefana Żeromskiego i Melchiora Wańkowicza – nie jako zły i germański, ale kaszubski „dobry diabeł”, świadomy tajemnych kunsztów i sztuki żeglarskiej, prowadzący wybitne jednostki do wielkich celów. Do czasów Mieszka I cofnął się Rychliński w powieści Szczęście z morskimi oczyma, kontynuowanej przez Sagę o jarlu i Piastównach.
W 1958 otrzymał nagrodę im. M. Zaruskiego za Galeon Kapitana Mory, a w 1964 nagrodę literacką II stopnia Ministra Obrony Narodowej za całokształt twórczości. Tłumaczył z języka angielskiego (m.in. Londona, Conrada, Galsworthy’ego, Coopera, Krishnamurtiego) i rosyjskiego (Nowikowa-Priboja). Dużą zasługą Rychlińskiego był współudział w tworzeniu polskiego słownictwa morskiego, szczególnie przez liczne spolszczenia książek o tematyce marynistycznej.

## Publikacje

### Twórczość własna
- Orły do lotu na głos i orkiestrę, hymn, słowa J.B. Rychliński, muzyka Emil Młynarski (W. Grosse, Moskwa, ok. 1915)
- Latający Holender, tom poezji (Księgarnia Św. Wojciecha, 1920)
- Mah-Jong, zbiór nowel (Gebethner i Wolff, 1925)
- Błękitny szpieg, powieść (Wydaw. Bibljoteki Dzieł Wyborowych, 1926)
- Róża korsarska, powieść (Wydaw. Polskie, 1929)
- Był bój pod Oliwą (A.D. 1627), powieść historyczna (Nasza Księgarnia, 1935)
- Przygody Krzysztofa Arciszewskiego, powieść historyczna (Książnica-Atlas, 1935)
- Skarbiec Bałtyku. Opowieść historyczna (Księgarnia Św. Wojciecha 1937)
- Żagle na oceanie. Na podstawie dziennika jachtu „Orfeusz” (Biblioteka „Ruń” 1938)
- Słowo o admirale Arciszewskim (Liga Morska. Zarząd Główny 1947)
- Czarna Feluka, powieść korsarska (Wydaw. Żagiel, 1948)
- Kulawy bosman, powieść dla młodzieży (Spółdz. Wydawn. Wiedza, 1948)
- Szlak rybiej kości. Gawędy syberyjskie (Czytelnik, 1954)
- Galeon kapitana Mory, powieść, t. 1 opowieści o kapitanie Morze (Wydaw. MON, 1956)
- Mafia Wielkiego Fina, powieść (Pax, 1958)
- Fama kapitana Mory, powieść, t. 2 opowieści o kapitanie Morze (Wydaw. MON, 1960)
- Szczęście z morskimi oczyma, powieść (Wyd. Czytelnik, 1962)
- Madonna ze złota, powieść, t. 3 opowieści o kapitanie Morze (Wydaw. MON, 1963)
- Latający Szkot, powieść, t. 4 opowieści o kapitanie Morze (Wydaw. MON, 1967)
- Admirał, czart i Cyganka, powieść (Wydaw. MON, 1973)
- W szczerbach zwierciadła, zbiór opowiadań, wybór i wstęp Bohdana Kubickiego (Wydaw. Morskie, 1973)
- Saga o jarlu i Piastównach, powieść (Wydaw. Poznańskie, 1974 razem ze Szczęściem z morskimi oczyma)

### Przekłady
(pierwsze wydania)
- Reginald Campbell, W dolinie tygrysa. Powieść, Wł. Michalak i S-ka, Warszawa 1938
- Joseph Conrad, Korsarz, Wydaw. Wacław Czarski, Warszawa 1925
- Joseph Conrad, Oczekiwanie, PIW, Warszawa 1960 [tyt.oryg. Suspense]
- Joseph Conrad, Tajfun, Towarzystwo Księg. Pol., Warszawa 1925
- Joseph Conrad, Ukryty sojusznik, Polski Dom Wydawniczy, Rzym 1946
- James Fenimore Cooper, Pilot, Wydaw. Polskie (R. Wegner), Poznań [ok. 1935]
- C.S. Forester, Z podniesioną banderą, Trzaska, Evert i Michalski, Warszawa 1948 [jako R. Sternica]
- John Galsworthy, Saga rodu Forsytów. T. 2, Babie lato jednego z Forsytów ; W matni, Wydaw. Rój, Warszawa 1930
- Aleksandr Gonczarow, Nasz korespondent, Wydaw. MON 1954
- Bret Harte, Więźniowie kanjonu, Wydaw. Rój, Warszawa 1937
- Marianna Jachontowa, Okręty wychodzą na morze, Wydaw. MON, Warszawa 1952
- Charles Johnson, Historia najsłynniejszych piratów, ich zbrodnicze wyczyny i rabunki, Czytelnik, Warszawa 1968
- Jarosław Josseliani, Z pamiętnika marynarza okrętu podwodnego, Wydaw. MON, Warszawa 1954
- Eugeniusz Junga, Śladami marynarzy, Wydaw. MON, Warszawa 1953
- Jiddu Krishnamurti, Droga, Wydaw. F. Hoesick, Warszawa 1930
- Jiddu Krishnamurti, Jezioro mądrości, Wydaw. F. Hoesick, Warszawa 1929
- Jiddu Krishnamurti, Życie wyzwolone, Wydaw. F. Hoesick, Warszawa 1929
- Gieorgij Kublicki, Kolumbowie Antarktyki, Książka i Wiedza, Warszawa 1949
- Rom Landau, Paderewski. Wydaw. J. Przeworski, Warszawa 1935
- Jack London, Opowieści mórz południowych, Towarzystwo Wydaw. „Ignis”, Warszawa 1923
- Jack London, Przygody w zatoce San Francisco, Wydawnictwo E. Wende i S-ka, Warszawa 1925
- Jack London, Syn słońca, Drukarnia Bankowa, Warszawa 1925
- Jack London, Wilk morski, „Ignis”, Warszawa 1922
- Jack London, Żegluga na jachcie „Snark”, Wydaw. E. Kuthana 1949
- Frederic Albert Mitchell-Hedges, Polowanie na potwory morskie, Wydaw. Polskie, Poznań 1927
- Nikołaj Nikitin, Północna Aurora, Wydaw. MON, Warszawa 1953
- Aleksiej Nowikow-Priboj, Kapitan pierwszej rangi, Książka i Wiedza, Warszawa 1952
- Aleksiej Nowikow-Priboj, Opowiadania o morzu, Wydaw. MON Warszawa 1954
- Örian Olsen, Podbój ziemi. Dzieje odkryć i podróży od najdawniejszych czasów do ostatnich, Księg. Wł. Michalak i S-ka, Warszawa 1939
- Emmuska Orczy, Marivosa / Baronowa Orczy, Biblioteka Tygodnika Ilustrowanego, Warszawa 1933[11]
- Leonid Płatow, Archipelag znikających wysp, Nasza Księgarnia Warszawa 1950
- Arthur van Schendel, Fregata Johanna Maria, Czytelnik, Warszawa 1959
- Konstantin Staniukowicz, Nowele morskie, Wydaw. MON, Warszawa 1956
- Merlin Moore Taylor, Wśród ludożerców, Wydaw. Polskie, Poznań 1930
- Witalij Treniew, Marynarze z „Księżniczki Anny”, Wydaw. MON, Warszawa 1957
- Nikołaj Trublaini, Szkuner „Kolumb”, Wydaw. MON, Warszawa 1953